# ديفيد إيكن
ديفيد إيكن (بالإنجليزية: David Aiken)‏ هو معلم موسيقى ومغني أوبرا ومغني أمريكي، ولد في 4 أكتوبر 1917، وتوفي في 23 يوليو 2011.

## وصلات خارجية
- ديفيد إيكن على موقع قاعدة بيانات برودواي على الإنترنت (الإنجليزية)